# Marktstraße 5 (Wernigerode)

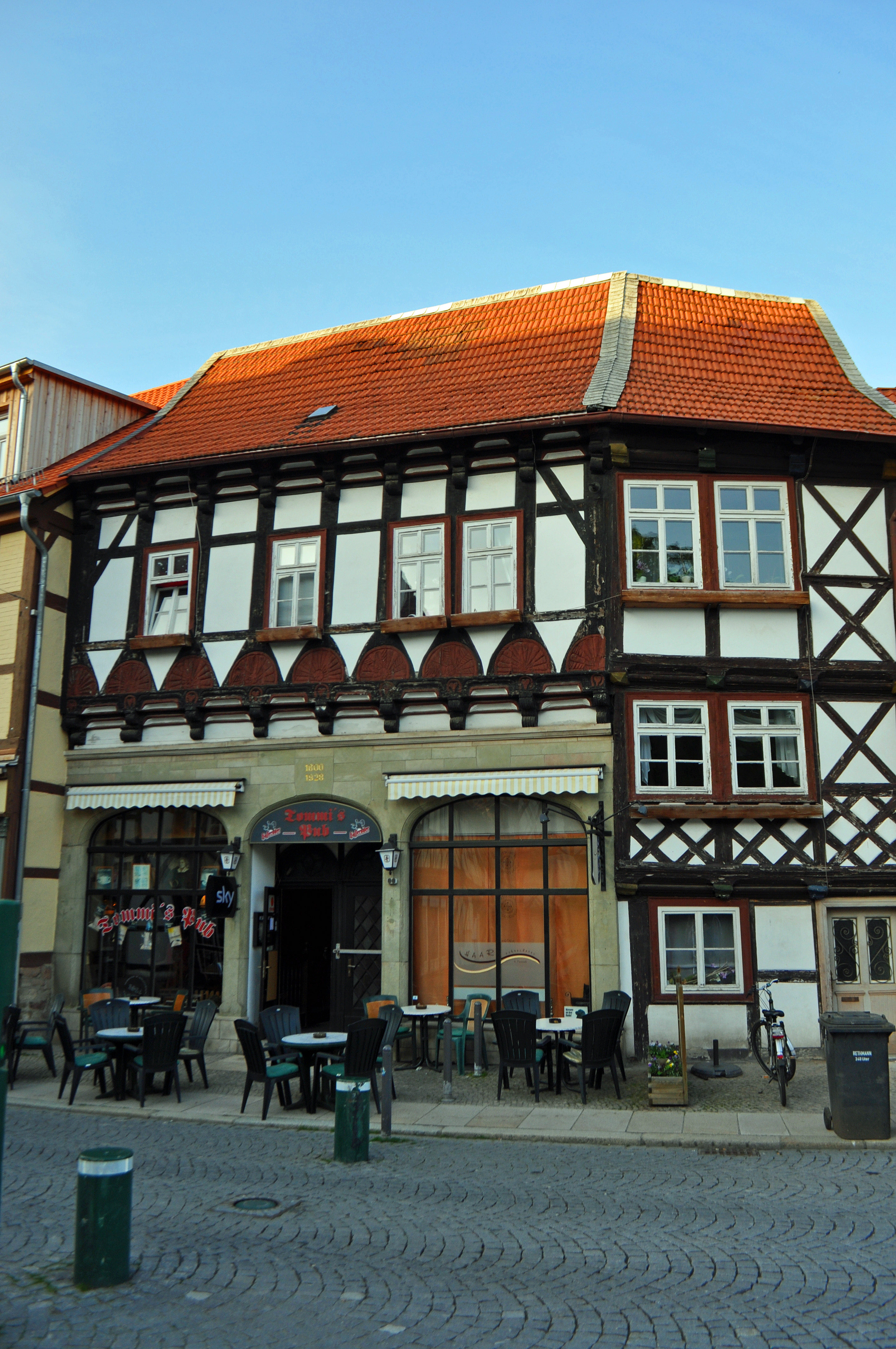
Haus Marktstraße 5 in Wernigerode, Zustand 2013

Das Haus Marktstraße 5 ist ein denkmalgeschütztes Haus in der Altstadt von Wernigerode, Landkreis Harz, in Sachsen-Anhalt. Es handelt sich um ein als Wohn- und Geschäftshaus genutztes Gebäude, das über viele Jahrzehnte eine Bäckerei war.

## Lage
Die Marktstraße 5 befindet sich im südlichen Teil der Wernigeröder Innenstadt, nur wenige Meter vom Marktplatz entfernt, an der Ostseite der Marktstraße, deren Einkaufsmeile unweit des Hauses beginnt.

## Architektur und Geschichte
Es handelt sich um ein zweietagiges Fachwerkhaus mit Dachgeschoss aus dem 16. Jahrhundert. Über das Baujahr gibt es unterschiedliche Vermutungen.
Die Fassade des Erdgeschosses ist massiv mit Steinen verblendet. Dort befindet sich auch ein hohes Eingangsportal und links und rechts davon zwei sehr große Schaufenster zur Straßenseite. Besonders hervorzuheben sind die Fächerornamente am ersten Obergeschoss.
Laut vergoldeten Jahreszahlen über dem Eingang stammt das Gebäude aus dem Jahr 1600 und wurde 1928 grundlegend umgebaut. Nach anderen Angaben wurde das Haus jedoch bereits 1545 errichtet.
Früher trug das Gebäude die Ortslistennummer 627. Es handelte sich damals um ein Wohnhaus mit Seitenflügel und Hofraum sowie Backhaus und Stall. Eigentümer des Hauses war in den Jahren 1895/1896 der Bäckermeister Wilhelm Keffel und 1905 der Bäckermeister Fritz Fessel, der Großvater des jetzigen Besitzers. Heute befindet sich im Erdgeschoss Tommi’s Pub.
Im örtlichen Denkmalverzeichnis ist das Haus als Baudenkmal unter der Erfassungsnummer 094 02498 verzeichnet.